# Saint-Antonin, Gers
Saint-Antonin är en kommun i departementet Gers i regionen Occitanien i sydvästra Frankrike. Kommunen ligger i kantonen Mauvezin som tillhör arrondissementet Condom. År 2022 hade Saint-Antonin 155 invånare.

## Befolkningsutveckling
Antalet invånare i kommunen Saint-Antonin
Referens:INSEE